# 1065 Amundsenia

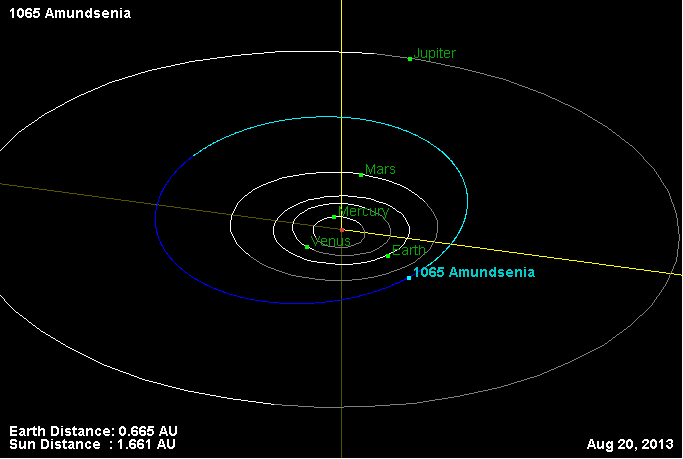
Órbita de 1065 Amundsenia.

1065 Amundsenia é um asteroide pertencente ao grupo dos asteroides que cruzam a órbita de Marte descoberto em 4 de agosto de 1926 por Sergei Ivanovich Beljawsky do observatório de Simeiz na Crimeia.
Está nomeado em honra de Roald Amundsen (1872-1928), navegador norueguês do século XX.